# Pedro Rodrigues Fernandes Chaves
Pedro Rodrigues Fernandes Chaves (Porto Alegre, 27 de abril de 1810 — Pisa, 23 de junho de 1866), primeiro e único barão de Quaraim (Quarahim, na grafia antiga) ou Quaraí (na grafia atual), foi um magistrado, estancieiro, jornalista e político brasileiro do século XIX.

## Biografia

### Família
Nascido na então Vila da Nossa Senhora da Madre de Deus de Porto Alegre, um pouco antes de virar a sede da Capitania de São Pedro do Rio Grande do Sul, Pedro Rodrigues Fernandes Chaves era filho de António Rodrigues Fernandes Braga (c. 1775-1839), natural de Braga, em Portugal, e de Ana Joaquina da Silva Chaves (1788-1810), essa natural de "Povo Novo", em Rio Grande. Sua mãe, que faleceu dois meses após seu nascimento, em junho de 1810, era neta de José Gonçalo Dias Chaves, natural de Chaves, em Portugal.
Era irmão mais novo de Antônio Rodrigues Fernandes Braga (1805-1875) - o presidente deposto da província do Rio Grande do Sul no início da Revolução Farroupilha -, e tio de Cecília Fernandes Braga, condessa de Nioaque, e Ana Joaquina Fernandes Braga, baronesa de Andaraí.

### Carreira jurídica
Chaves estudou os três primeiros anos da faculdade de Direito na Universidade de Coimbra, tendo depois concluído o curso na Faculdade de Direito de São Paulo, como primeiro da turma. Foi nomeado no mesmo ano juiz de direito criminal em Rio Grande, logo depois foi transferido para Porto Alegre na mesma função, onde também assumiu o cargo de chefe de polícia do Rio Grande do Sul, em 1835.  

### Estancieiro
O Barão de Quaraim foi proprietário de uma estância de criação de gado em Rio Pardo, chamada Fazenda da Nossa Senhora da Vitória, de oito léguas de campo (ou cerca de 35.216 hectares), que se estendia do Rio Jacuí até o Rio Capivari. Em dezembro de 1857, ele vendeu a propriedade para Mathias José Velho (1802-1875). Hoje, o casarão da antiga Fazenda Vitória e suas dependências, incluindo a antiga senzala, são um dos mais bem preservados do Rio Grande do Sul.

### Imprensa
Foi redator do Correio Official da Província de São Pedro que circulou de 1834 a 1835 em Porto Alegre.

### Política
Chefe do Partido Conservador, Chaves foi vice-presidente da Sociedade Promotora da Indústria Rio-Grandense em Rio Grande em 1835 e deputado provincial na 1ª Legislatura, no Rio Grande do Sul, naquele mesmo ano. 
De gênio violento, é tido como um dos responsáveis por acirrar politicamente os ânimos da província, que logo depois desencadeou na Revolução Farroupilha em setembro de 1835.
De 1838 a 1839, foi encarregado de negócios no Uruguai e, em 1840, foi ministro plenipotenciário na embaixada do Brasil nos Estados Unidos.
Foi nomeado, pelo governo central, durante período de convulsão político-social, Presidente de província da Paraíba em 1841, onde foi vítima de atentado, ferido no braço, por causa de sua intransigência partidária. Deste atentado resultou a acusação que ele teria sido a "causa" da Revolução Farroupilha, discutida inclusive no parlamento na Corte. Ficou no cargo até fevereiro de 1843.
De 1853 a 1866, Chaves foi senador do Império do Brasil. Nesse período, foi agraciado comendador da Imperial Ordem da Rosa e da Imperial Ordem de Cristo, além de receber o título de Barão "com grandeza" de Quaraim, em 14 de março de 1855. 

### Morte
Sentindo-se doente, o Barão de Quaraim viajou para a Toscana, então Reino da Itália em busca de cura, que não encontrou e faleceu em Pisa.

## Descendência
Casou-se com Maria José Machado Chaves e tiveram, entre outros filhos:
1. Maria José Fernandes Chaves, que foi casada com Antônio Clemente Pinto Filho, conde de São Cemente, e mãe de Antônio Clemente Pinto Neto, segundo barão de São Clemente;
2. Antonio Rodrigues Fernandes Chaves, casado a 11 de outubro de 1863, na Fazenda da Baronesa do Muriahé, com dona Rachel Antonia Pinto Netto Ribeiro de Castro (1848-1877), filha do Comendador Antonio Ribeiro de Castro e de dona Anna Joaquina de Castro Pinto Netto, neta paterna do primeiro Barão de Santa Rita e neta materna do Barão e da Viscondessa de Muriaé. Antônio Rodrigues e dona Raquel geraram Pedro Castro Fernandes Chaves (nasc 1864) esposo de dona Henriqueta Laranjeira, pais de dona Marieta Chaves (nasc 1894) que veio a ser esposa de Luiz Tinoco, o casal tiveram entre outros filhos o Sr Mario Chaves Tinoco (Comerciante em Campos dos Goytacazes 1912), este que era viúvo de dona Maria Pereira, o casal tiveram entre outros filhos o Sr. Lenine Pereira Tinoco que gerou com sua primeira esposa Vera Lucia dos Santos (RJ 1953) a Srª Professora Historiadora Cíntia dos Santos Tinoco (nome de casada Cíntia dos Santos Rosa)(RJ 1974).
3. Alzira Rodrigues Fernandes Chaves, que foi casada com Manuel Afonso de Freitas Amorim, visconde de Santa Vitória.